# Bertram McLean
Bertram "Ranchie" McLean (ur. 1946 w Kingston, zm. 14 listopada 2012 tamże) – jamajski gitarzysta, basista i klawiszowiec, znany przede wszystkim jako członek zespołu The Revolutionaries oraz muzyk sesyjny mający udział w wielu klasycznych nagraniach reggae; wraz ze Sly'em Dunbarem współzałożyciel labelu Taxi Records w roku 1974.
Urodził się i dorastał w stolicy Jamajki, w dzielnicy Olympic Gardens. Karierę rozpoczął jako gitarzysta w grupie Skin, Flesh & Bones, z którą regularnie grywał w klubie Tit For Tat przy Red Hills Road. Jego partnerami w zespole byli m.in. basista Lloyd Parks, perkusista Sly Dunbar oraz klawiszowiec Ansel Collins. W roku 1975 został wraz z nimi zaproszony przez znanego producenta Josepha "Jo Jo" Hoo Kima do formacji The Revolutionaries, mającej wesprzeć prowadzone przez niego wspólnie z bratem studio nagraniowe Channel One. W roku 1977 nakładem labelu High Note ukazał się jego własny singel pt. "Toy". Nagrywał także dla Studia One Clementa "Sir Coxsone'a" Dodda.
Po opuszczeniu The Revolutionaries pracował głównie jako muzyk sesyjny, współpracując m.in. z Burning Spearem, Don Carlosem, Gregorym Isaacsem, I-Royem, Jimmym Cliffem, Mikey Dreadem, Sonią Pottinger, U-Royem, zespołami Black Uhuru, Culture, The Meditations, The Mighty Diamonds, Toots and The Maytals, Twinkle Brothers oraz sekcją rytmiczną Sly & Robbie.
Karierę McLeana przerwał udar mózgu w roku 1998, po którym nie odzyskał już pełnej sprawności. W roku 2010 przeszedł operację raka prostaty. Leczył się w szpitalu University of the West Indies Hospital w Monie. Zmarł po długiej chorobie 14 listopada 2012 roku w Szpitalu Publicznym w Kingston. Pozostawił żonę i ośmioro dzieci.